# Jarred Blancard
Jarred John Blancard (North Vancouver, 2 maggio 1973) è un attore canadese famoso per aver recitato in Tartarughe Ninja - L'avventura continua, It e The Boys Club.

## Filmografia
- Neon Rider, nell'episodio "Backwater" (1990)
- It (1990) Miniserie TV
- Una vita strappata (Always Remember I Love You) (1990) Film TV
- Living a Lie (1991) Film TV
- Avvocati a Los Angeles (L.A. Law), nell'episodio "Lose the Boss" (1991)
- The Yearling (1994) Film TV
- Nunzio's Second Cousin (1994) Cortometraggio
- Sentinel (The Sentinel), nell'episodio "Siege" (1996)
- L'assassino è alla porta (Murder at My Door) (1996) Film TV
- Past Perfect (1996)
- Millennium (Millennium), nell'episodio "La profezia" (1996)
- The Boys Club (1997)
- Ninja Turtles: The Next Mutation - East Meets West (1997) Uscito in home video
- Tartarughe Ninja - L'avventura continua (Ninja Turtles: The Next Mutation) (1997-1998) Serie TV
- Generazione perfetta (Disturbing Behaviour) (1998)
- Il corvo (The Crow: Stairway to Heaven), negli episodi "Il corso del destino" (1999) e "Musica maledetta" (1999)
- First Person Plural: Copy Cat (2002) Cortometraggio
- One Stop Shop (2012) Cortometraggio